# Kurt Sanderling
Pour les articles homonymes, voir Sanderling.
Kurt Sanderling, né le 19 septembre 1912 à Arys en Prusse-Orientale et mort le 18 septembre 2011 à Berlin, est un chef d'orchestre allemand.

## Biographie
En raison de ses origines juives, Kurt Sanderling fuit l'Allemagne en 1936, un an après la promulgation des lois de Nuremberg. Afin d'échapper aux persécutions antisémites du régime nazi, il s'installe en Union soviétique, où il travaille avec l'orchestre symphonique Tchaïkovski de la Radio de Moscou, puis de 1942 à 1960 avec l'orchestre philharmonique de Léningrad, comme assistant d'Ievgueni Mravinski.
En 1960, il s'installe en Allemagne de l'Est et prend la tête du Berliner Sinfonie-Orchester. Il dirigera également entre 1964 et 1967, la prestigieuse Staatskapelle de Dresde avec laquelle il enregistre, entre autres, une intégrale de l’œuvre symphonique de Johannes Brahms. Après la chute du Mur de Berlin en 1989, il dirige les concerts de l'orchestre de Stuttgart.
Il prend sa retraite en mai 2002. Il meurt la veille de son 99e anniversaire.

### Famille
Son fils Thomas Sanderling, issu d'un premier mariage, est également chef d'orchestre tandis que Stefan Sanderling et Michael Sanderling, ses deux fils nés d'un second mariage, sont eux aussi chefs d'orchestre. Michael est également violoncelliste.

## Répertoire
En tant que chef d'orchestre, Sanderling affectionne les tempos lents et un certain sentimentalisme dans l'expression, racheté par une technique impeccable et une grande probité vis-à-vis du texte. Sa vision des symphonies de Chostakovitch, qu’il avait bien connu, est peut-être la plus émouvante de toutes, car la plus lyrique. Sanderling a eu, en outre, le privilège de rencontrer personnellement le compositeur finlandais Jean Sibelius. En Russie, il a contribué, avec des chefs comme Ievgueni Mravinski et Guennadi Rojdestvenski, à faire connaître et apprécier son œuvre. 
En Allemagne de l'Est, il réalise plus tard une intégrale des symphonies de Sibelius d'une grandeur abrupte et sans concessions.

## Kurt Sanderling et Chostakovitch: la Quinzième symphonie
Bien qu'il ne dirigeât, ni n'enregistrât la totalité de ses œuvres symphoniques, contrairement à d'autres chefs d'orchestre russes, comme Kirill Kondrachine ou Rudolf Barchaï, Kurt Sanderling fut, néanmoins, considéré comme l'un des dépositaires les plus authentiques de la pensée musicale de Dmitri Chostakovitch. Il fut surtout, en particulier, un fervent défenseur et un interprète assidu de son ultime symphonie, la Quinzième en la majeur opus 141. Il l'enregistra, d'ailleurs, à deux reprises :  à Berlin, en Allemagne de l'Est, en 1978 ; puis avec l'Orchestre de Cleveland, en 1991, pour le label Erato. Voici ce qu'il déclarait au Monde de la musique, lors d'un de ses concerts parisiens, au milieu des années 1990 : « Évoquer un magasin de jouets à propos du premier mouvement de cette symphonie est juste, à condition de bien comprendre que ces jouets sont des marionnettes sans vie. C'est ce que rappelle le thème de Guillaume Tell de Rossini : l'absence d'âme. Cela n'a rien d'une musique légère. J'ai dirigé cette œuvre plus de soixante-dix fois et le public est toujours bouleversé. » Il confiait également : « D'après mon expérience de chef d'orchestre, je peux dire que c'est justement la Quinzième Symphonie qui fait la plus grande impression sur le public, celui-ci sent la monstruosité du contenu. Tout particulièrement dans le dernier mouvement, qui est un adieu à la vie riche en larmes et profondément émouvant. À la fin, lorsque la batterie commence à trembler et à striduler, cela me fait toujours penser par association d'idées à une station intensive dans un hôpital : l'homme est relié aux appareils les plus divers et les indicateurs indiquent que les courants du cœur et du cerveau s'éteignent progressivement, puis après un dernier soubresaut, tout est terminé. » (entretien avec Hans Bitterlich pour Berlin Classics, février 1995).

## Sources et références
1. ↑  « Mort du chef d'orchestre Kurt Sanderling », Le Figaro, avec AFP (et dpa),‎ 18 septembre 2011 (lire en ligne).
2. ↑  À ce propos, Sanderling confiait à Robert Parienté : 
« Mon départ de Leningrad a été difficile à négocier. Il a fallu m'armer de patience ; mon parcours avait été tellement atypique que j'ai souhaité éviter toute controverse : [...] je n'oubliais pas que l'Union soviétique m'avait sauvé de la Shoah ; si j'y ai vécu des événements que j'aurais préféré ne pas connaître, l'attitude des Soviétiques m'a permis d'effectuer une carrière exceptionnelle. Il n'empêche que, ne me sentant pas pleinement intégré à la nation russe, j'avais envie [...] de retrouver mon sol natal [...] et de me lancer dans une nouvelle aventure musicale. »
— R. Parienté, La Symphonie des chefs, Éditions de la Martinière
3. ↑  En 1942, Leningrad étant assiégé par les troupes hitlériennes, l'orchestre philharmonique est alors transféré à Novossibirsk, en Sibérie. C'est dans cette ville-là et à cette époque, que Sanderling fit la connaissance du compositeur. (In : Robert Parienté, La Symphonie des chefs, Éditions de la Martinière, 2004.)
4. ↑  La Philharmonie de Leningrad, alors dirigée par Mravinski et Sanderling, donna, en mars 1946, neuf concerts à Helsinki. Le 20 mars, les deux chefs d'orchestre furent conduits par Jussi Jalas chez Sibelius à Ainola. (In : Marc Vignal : Jean Sibelius, Fayard, 2004.)